# UC-35号潜艇
陛下之UC-35号艇是德意志帝国海军于第一次世界大战期间建造的其中一艘UC-II型近岸布雷潜艇或称U艇。它由汉堡的布洛姆与福斯船厂承建，于1916年5月6日新船下水，至同年10月2日交付使用。其全长50.35米，水面及水下排水量分别为427吨和509吨，艇载武器则包括三具鱼雷发射管、六具水雷滑射槽以及一门88毫米口径甲板炮。UC-35号入役后曾被部署至地中海的普拉区舰队，并参与了地中海潜艇战。通过其十一次巡逻，共直接或间接击沉48艘协约国或中立国舰船，累计总吨位达71084吨。1918年5月16日，UC-35号在撒丁岛附近海域遭法国武装拖网船阿伊号击沉，造成艇内25名官兵阵亡，仅5人幸存。

## 设计
1915年秋天，由于中立国美国的干预，U艇战几乎陷入停顿，导致德国广泛开展《国际法》所允许的水雷战，从而使布雷潜艇的需求量相应增加。德意志帝国海军潜艇监察局（Inspektion des U-Bootwesens）的开发部门留意到了这一点，遂以UB-II型为基础，按照兼顾布雷效率和生产速度的要求，以41号工程的名义设计了UC-II型潜艇。为了弥补前型UC-I型的缺陷，UC-II型艇不仅更大，而且采用双轴推进系统。然而，与前型最主要的区别在于，UC-II型艇重新运用了双壳体结构。但它并非纯粹的双体潜艇，而是一种中间过渡型；因为外层没有封闭耐压壳体，而是作为鞍形水柜附在上方。
UC-35号是UC-II型方案的第二批次产品。其技术参数与前一批次大致相同，但体积稍大，全长为50.35米，并有3.65米的吃水深度；由于不再考虑铁路运输的装载限界，舷宽也有5.22米。其水上和水下排水量分别为427吨和509吨。艇只采用两台猛狮六缸四冲程600匹公制馬力（440千瓦特）柴油机用于水面运行，以及两台460匹公制馬力（340千瓦特）的BBC电动发电机用于水下航行；水面最高航速11.6節（21.5每小時），水下6.8節（12.6每小時）；能够在水面以7節（13每小時）航速续航10,180海里（18,850），或以4節（7.4每小時）连续在水下航行54海里（100）而无需充电。其潜没需时约为35秒，能够在50米的深度下运作。
作为布雷潜艇，UC-35号改将六具布雷滑射槽安装在艇体前部，每具储存井内的水雷数量为3枚，即合共18枚UC200型水雷。布雷时只需将存储井底部的盖板打开，水雷便可凭借自身重量滑入水中。随着滑射槽长度增加，艇体艏楼的上层建筑被抬高，上层建筑与司令塔之间的凹陷处布置了一门88毫米30倍径速射炮作为甲板炮。但由于位置相对较低，火炮甲板在恶劣海况下很容易被涌浪淹没。此外，UC-35号还装备有三具500毫米鱼雷发射管，这极大提升了潜艇的攻击能力。其中艇艏两具外置在两侧、艇艉一具则为内置式，并可搭载合共7枚G6型鱼雷。其标准船员编制为3名军官及23名水兵。

## 历史
1915年11月20日，在海军元帅阿尔弗雷德·冯·提尔皮茨的倡议下，国家海军办公室分别向三家德国造船厂合共增订15艘UC-II型潜艇。UC-35号因此成为汉堡布洛姆与福斯船厂承建的第二批次（UC-34至UC-39号）的二号艇，建造编号为276。它于1916年5月6日新船下水，至同年10月2日在前UB-8号艇长、海军上尉恩斯特·冯·福格特的指挥下交付使用，随即展开海试。在福格特之后，海军中尉汉斯·保罗·科尔施也曾担任该艇的末任指挥官。完成海试后，UC-35号于12月5日从基尔启程前往地中海，至二十天后抵达奥匈帝国军港普拉，并加入驻当地的普拉区舰队（后改称地中海区舰队）。
在地中海服役期间，UC-35号参与了地中海潜艇战，足迹遍布热那亚湾、科西嘉角、利沃诺、利诺萨岛、萨皮恩扎岛周边水域，以及博尼法乔海峡和第勒尼安海。通过其十一次布雷及破交战巡逻，UC-35号合共击沉协约国或中立国的46艘商船、1艘军舰以及1艘辅助军舰，累计总吨位达71084吨。其中，体积最大的受害者是容积总吨为9191吨的英国客轮巴黎城号（City Of Paris），它于1917年4月4日从卡拉奇驶往马赛途中，在距昂蒂布角东南约46海里（85）处遭UC-35号发射的鱼雷击沉，造成122人罹难。隶属法国海军、排水量为970吨的鱼雷通报舰卡西尼号则是唯一遇袭的军舰，它于1917年2月28日在博尼法乔海峡撞上UC-35号布设的水雷而沉没，导致舰上88名官兵阵亡。
1918年4月24日，UC-35号从卡塔罗基地启航，前往法国沿岸的戛纳及滨海自由城附近执行布雷任务，但再未归航。在陆续击沉了若干船舶后，该艇于5月16日在撒丁岛西南部海域（39°48′N 7°42′E / 39.800°N 7.700°E）遭到正在巡逻的法国武装拖网船阿伊号（Ailly）以火炮击沉。艇内30名官兵中有25人阵亡，仅5人获救。

## 袭击历史摘要
| 日期           | 船名                | 船籍           | 吨位 | 结局 |
| -------------- | ------------------- | -------------- | ---- | ---- |
| 1917年2月22日  | 萨尔武港圣母号      | 英国           | 136  | 击沉 |
| 1917年2月28日  | 卡西尼号            | 法国海军       | 970  | 击沉 |
| 1917年2月28日  | 伊丽莎白·孔塞蒂娜号 | 義大利王國     | 45   | 击沉 |
| 1917年2月28日  | 朱斯蒂娜·马德雷号   | 義大利王國     | 35   | 击沉 |
| 1917年3月3日   | 福斯河号            | 英国           | 4421 | 击沉 |
| 1917年4月4日   | 巴黎城号            | 英国           | 9191 | 击沉 |
| 1917年5月9日   | 上帝看着你号        | 義大利王國     | 11   | 击沉 |
| 1917年5月9日   | 洛里昂泰号          | 義大利王國     | 11   | 击沉 |
| 1917年5月9日   | 佩皮诺·阿耶洛号     | 義大利王國     | 111  | 击沉 |
| 1917年5月9日   | 圣彼得罗号          | 義大利王國     | 11   | 击沉 |
| 1917年5月10日  | 莱昂内十三号        | 義大利王國     | 78   | 击沉 |
| 1917年5月11日  | 利马索尔号          | 英国           | 100  | 击沉 |
| 1917年5月11日  | 路易莎·马德雷号     | 義大利王國     | 85   | 击沉 |
| 1917年5月11日  | 卡罗琳娜号          | 義大利王國     | 87   | 击沉 |
| 1917年5月11日  | 罗萨莉亚·马德雷号   | 義大利王國     | 95   | 击沉 |
| 1917年5月11日  | 圣安东尼奥号        | 義大利王國     | 40   | 击沉 |
| 1917年5月16日  | 希罗尼安号          | 美国           | 2921 | 击沉 |
| 1917年5月23日  | 皮丕萨号            | 希腊           | 224  | 击沉 |
| 1917年5月24日  | 麦克卢尔号          | 英国           | 220  | 击沉 |
| 1917年5月25日  | 尼科利诺号          | 義大利王國     | 121  | 击沉 |
| 1917年5月26日  | 复兴号              | 義大利王國     | 222  | 击沉 |
| 1917年6月3日   | 多克里夫号          | 英国           | 5311 | 击伤 |
| 1917年6月10日  | 安南号              | 法國           | 6075 | 击沉 |
| 1917年6月25日  | 安纳托利亚号        | 英国           | 3847 | 击沉 |
| 1917年8月9日   | 阿方索号            | 義大利王國     | 15   | 击沉 |
| 1917年8月9日   | S·杰拉诺号          | 義大利王國     | 11   | 击沉 |
| 1917年8月14日  | 翁贝托一世号        | 意大利皇家海军 | 2766 | 击沉 |
| 1917年8月17日  | 洛伦济娜·阿耶洛号   | 義大利王國     | 120  | 击沉 |
| 1917年8月17日  | 圣罗索雷号          | 義大利王國     | 5601 | 击伤 |
| 1917年8月26日  | 卡米尼的玛利亚号    | 義大利王國     | 108  | 击沉 |
| 1917年10月3日  | 埃莉萨号            | 義大利王國     | 178  | 击沉 |
| 1917年10月3日  | 朱塞佩·费兰特号     | 義大利王國     | 51   | 击沉 |
| 1917年10月11日 | 卡约·博尼托号       | 英国           | 3427 | 击沉 |
| 1917年10月11日 | 意大利号            | 義大利王國     | 3456 | 击沉 |
| 1917年10月11日 | 洛夫利号            | 義大利王國     | 7212 | 击沉 |
| 1917年10月13日 | 的黎波里号          | 義大利王國     | 1743 | 击伤 |
| 1917年11月12日 | 安特奥号            | 義大利王國     | 2774 | 击沉 |
| 1917年11月22日 | 科希斯坦号          | 英国           | 4732 | 击沉 |
| 1917年11月23日 | 路易吉娜号          | 義大利王國     | 278  | 击沉 |
| 1917年11月26日 | 蓬蒂达号            | 義大利王國     | 5834 | 击沉 |
| 1917年11月27日 | 桑希尔号            | 英国           | 3848 | 击伤 |
| 1917年11月28日 | 艾伯特·沃茨号       | 美国           | 3302 | 击沉 |
| 1917年12月4日  | 阿尔贝托·费德拉梅号 | 義大利王國     | 195  | 击沉 |
| 1918年3月31日  | 无玷号              | 義大利王國     | 35   | 击沉 |
| 1918年4月4日   | 利比里亚号          | 法國           | 1942 | 击沉 |
| 1918年4月5日   | 山茶号              | 義大利王國     | 396  | 击沉 |
| 1918年5月3日   | 弗朗切斯科号        | 義大利王國     | 116  | 击沉 |
| 1918年5月5日   | 卡利奥尼号          | 義大利王國     | 65   | 击沉 |
| 1918年5月5日   | 第二号              | 義大利王國     | 203  | 击伤 |
| 1918年5月9日   | 天主之母号          | 義大利王國     | 2282 | 击沉 |
| 1918年5月12日  | 帕克斯号            | 法國           | 798  | 击沉 |
| 1918年5月12日  | 多哥号              | 義大利王國     | 1484 | 击沉 |
| 1918年5月15日  | 索列尔镇号          | 西班牙         | 450  | 击沉 |

## 脚注
1. 1 2 3 4  Helgason, Guðmundur. . German and Austrian U-boats of World War I - Kaiserliche Marine - Uboat.net.   [2009-02-23].
2. ↑  Tarrant，第173頁.
3. 1 2 3  Gröner 1991，第31-32頁.
4. 1 2  Helgason, Guðmundur. . German and Austrian U-boats of World War I - Kaiserliche Marine - Uboat.net.   [2015-02-16].
5. 1 2  Helgason, Guðmundur. . German and Austrian U-boats of World War I - Kaiserliche Marine - Uboat.net.   [2015-02-16].
6. ↑  陈进，第48頁.
7. ↑  陈进，第46頁.
8. 1 2 3  NARS，第126頁.
9. 1 2  Helgason, Guðmundur. . German and Austrian U-boats of World War I - Kaiserliche Marine - Uboat.net.   [2015-02-16].
10. ↑  Helgason, Guðmundur. . German and Austrian U-boats of World War I - Kaiserliche Marine - Uboat.net.   [2022-08-30].
11. 1 2  Helgason, Guðmundur. . German and Austrian U-boats of World War I - Kaiserliche Marine - Uboat.net.   [2022-08-30].